# Allan M. Collins
Allan M. Collins est un spécialiste de Sciences cognitives américain. Il est professeur émérite de sciences de l'apprentissage à l'université Northwestern. Ses recherches portent dans les domaines de la psychologie cognitive, de l'intelligence artificielle, et de l'éducation.

## Recherches
Ses recherches portent sur la mémoire sémantique et la cognition humaine. Avec M. R. Quillian et Elizabeth Loftus, ils développent la théorie selon laquelle les connaissances sémantiques sont stockées dans des catégories, lesquelles catégories seraient liées ensemble à travers une organisation hiérarchique (voir les réseaux sémantiques).
Collins propose deux modèles :
- l'organisation des connaissances sémantiques sous forme de réseau de concepts (Collins et Quillian, 1969) ;
- une révision du modèle précédent (Collins et Loftus, 1975).